# Głęboki Potok (dopływ Skawicy Sołtysiej)
Głęboki Potok – potok, lewy dopływ Skawicy Sołtysiej o długości 2,92 km i powierzchni zlewni 2,23 km². 
Zlewnia potoku znajduje się na północnych stokach Pasma Policy. Najwyżej położone źródła potoku znajdują się pod Policą na wysokości około 1290 m. Potok spływa początkowo w kierunku północnym, później północno-zachodnim. Górna część potoku spływa przez las, w dolnej potok przepływa przez zabudowane przysiółki Skawicy Sucha Góra, gdzie uchodzi do Skawicy Sołtysiej na wysokości około 580 m.